# 900 North Michigan
Il 900 North Michigan è un grattacielo di Chicago, completato nel 1989. Con i suoi 265 metri di altezza è il settimo edificio più alto di Chicago ed il venticinquesimo negli Stati Uniti. È stato edificato da Urban Retail Properties.
L'edificio dispone di un centro commerciale di lusso, il 900 North Michigan Shops. Bloomingdale ne occupa sei piani, con negozi e ristoranti. Per questo il grattacielo è spesso chiamato "Palazzo Bloomingdale".